# Fifteen
Pour les articles homonymes, voir Fifteen (entreprise) et The Fifteen.
 (novembre 2017).
 (décembre 2023).
Singles de Taylor Swift
You Belong with Me
(2008) Fearless
(2009)
Fifteen est le quatrième single de l'album de Taylor Swift, Fearless (2009).